# Tegra 2
NVIDIA Tegra 2 — четвёртое поколение процессора Nvidia Tegra, объединяющего функции целого компьютера в одном чипе (система на кристалле), разработанный компанией NVIDIA как платформа для производства мобильных устройств, таких как смартфоны, смартбуки, КПК и т. д.
Процессор включает специализированные ядра, два из которых имеют ARM-архитектуру Cortex-A9 и работают на частоте 1 ГГц, а также восьмиядерный графический процессор, медиа- и DSP-процессоры, контроллеры памяти и периферийных устройств.
Компания называет Tegra 2 первым в мире двухъядерным процессором для применения в мобильных устройствах — речь идёт об интернет-планшетах, смартбуках и смартфонах.

## Спецификации

### Модель Tegra 250
- Процессор: 2-ядра ARM Cortex-A9 MPCore с частотой до 1.0 ГГц[2][3]
- Подсистема памяти: 32-битная LP-DDR2, DDR2-память
- Графика от NVIDIA: OpenGL ES 2.0 (прирост производительности в 2 раза при работе с 3D-графикой по сравнению с предыдущим поколением Tegra)
- Мультимедиа-данные в формате Full HD:

— Декодирование видео формата 720p H.264 main profile/VC-1/MPEG-4
— Кодирование видео 1080p H.264 simple profile
- Поддержка сенсора камер до 12 мегапикселей
- Подсистема отображения: Полнофункциональная поддержка двух дисплеев
- Максимальное поддерживаемое разрешение дисплея:

1. 1080p (1920x1080) HDMI 1.3
2. WSXGA+ (1680x1050) LCD
3. UXGA (1600x1200) CRT
4. ТВ-выход NTSC/PAL

## Устройства на NVIDIA Tegra 2
Смартфоны
- LG Optimus 2X
- Motorola Atrix 4G
- Motorola Electrify
- Motorola Photon 4G
- Motorola Droid X2
- Samsung Captivate Glide
- Samsung Galaxy R
- T-Mobile G2x
- ZTE V970 Mimosa

Планшеты
- 3Q Tablet 10
- Acer Iconia Tab A500
- Acer Iconia Tab A501
- Acer Iconia Tab A200
- Acer Iconia Tab A100
- ASUS Eee Pad Slider
- ASUS Eee Pad Transformer
- Dell Streak
- Lenovo IdeaPad K1
- Lenovo ThinkPad Tablet
- LG Optimus Pad
- Motorola Xoom
- Samsung Galaxy Tab 10.1
- Samsung Galaxy Tab 8.9
- Sony Tablet P
- Sony Tablet S
- Toshiba Thrive
- ViewSonic ViewPad 10s

Смартбуки
- Toshiba AC100